# ZVVZ USK Praha
ZVVZ USK Praha (celým názvem: Závody na výrobu vzduchotechnických zařízení Univerzitní sportovní klub Praha) je český ženský basketbalový klub, který sídlí v Praze Bubenči. Od sezóny 1993 působí v české nejvyšší basketbalové soutěži žen, známé pod názvem Ženská basketbalová liga. Od svého založení klub nikdy nesestoupil z nejvyšší soutěže. Klubové barvy jsou žlutá a modrá.
Jedná se o čtyřiadvacetinásobného mistra české, potažmo československé nejvyšší soutěže žen. Tento počet titulů jej umisťuje na celkové první místo. V domácím poháru má USK na kontě pět vítězství, což jej umisťuje na druhé místo za první Basket Žabiny Brno se šestnácti prvenstvími. Na mezinárodní scéně je největším úspěchem vítězství v Poháru Ronchettiové ze sezóny 1975/76, v Eurolize ze sezóny 2014/15 a následně i v Superpoháru FIBA v ročníku 2015. Za tento klub v minulosti hráli současně tři vicemistryně světa z roku 2010 a české reprezentantky Ilona Burgrová (do r. 2017), Kateřina Elhotová (do roku 2021) a Alena Hanušová (do r. 2022) a mnoho dalších.
Drží rekord týmu s nejvíce vyhranými zápasy v řadě v české lize. Ten pokořili 14. ledna 2022, když vyhráli svůj 257. zápas v řadě. Dosavadní rekord 256 výher držel tým Gambrinus Brno z let 1998 až 2007. Vítězná série USK se protáhla na 301 utkání a ukončila ji 22. dubna 2024 porážka 69:71 ve finálové sérii ligy v Brně.
Své domácí zápasy odehrává ve sportovní hale Královka s kapacitou 2 500 diváků.

## Historické názvy
Zdroj: 
- 1953 – Slavia ITVS Praha (Slavia Institut tělesné výchovy a sportu Praha)
- 1960 – Slavia VŠ Praha (Slavia Vysoké školy Praha)
- 1991 – USK Praha (Univerzitní sportovní klub Praha)
- 1994 – USK Erpet Praha (Univerzitní sportovní klub Erpet Praha)
- 1998 – USK Praha (Univerzitní sportovní klub Praha)
- 1999 – USK Blex Praha (Univerzitní sportovní klub Blex Praha)
- 2005 – ZVVZ USK Praha (Závody na výrobu vzduchotechnických zařízení[1] Univerzitní sportovní klub Praha)

## Získané trofeje

### Vyhrané domácí soutěže
- Československá basketbalová liga žen / Ženská basketbalová liga (25×)
  - 1969/70, 1972/73, 1981/82, 1982/83, 1983/84, 1984/85, 1987/88, 1988/89, 1993, 1993/94, 1994/95, 2008/09, 2010/11, 2011/12, 2012/13, 2013/14, 2014/15, 2015/16, 2016/17, 2017/18, 2018/19[6], 2019/20, 2020/21, 2021/22, 2022/23, 2023/24
- Český pohár v basketbalu žen (6×)
  - 2009/10, 2010/11, 2011/12, 2013/14, 2014/15, 2020/21

### Vyhrané mezinárodní soutěže
- Euroliga v basketbalu žen (2×)
  - 2014/15
  - 2024/25
- Pohár Ronchettiové (1×)
  - 1975/76
- Superpohár v basketbalu žen (1×)
  - 2015

## Soupiska sezóny 2024/2025
| Číslo | Stát       | Hráčka                   | Ročník | Výška  |
| ----- | ---------- | ------------------------ | ------ | ------ |
| 1     | Česko      | Mariana Přibylová        | 2005   | 169 cm |
| 2     | Česko      | Karolína Petlanová       | 2005   | 180 cm |
| 3     | Slovinsko  | Teja Oblak               | 1990   | 173 cm |
| 4     | Česko      | Gabriela Andělová        | 1996   | 173 cm |
| 5     | Španělsko  | Maite Cazorla            | 1997   | 178 cm |
| 8     | Česko      | Veronika Voráčková       | 1999   | 188 cm |
| 10    | Španělsko  | María Conde              | 1997   | 187 cm |
| 11    | Francie    | Valériane Ayayi          | 1994   | 183 cm |
| 12    | Česko      | Tereza Vyoralová         | 1994   | 176 cm |
| 13    | Austrálie  | Eziyoda Magbegor         | 1999   | 193 cm |
| 14    | Nizozemsko | Emese Eva Hof            | 1996   | 190 cm |
| 20    | USA        | Isabelle Hannah Harrison | 1993   | 191 cm |
| 21    | Česko      | Veronika Šípová          | 1999   | 181 cm |
| 42    | USA        | Brionna Jones            | 1995   | 190 cm |

## Umístění v jednotlivých sezonách
Zdroj: 
Legenda: ZČ - základní část, červené podbarvení - sestup, zelené podbarvení - postup, fialové podbarvení - reorganizace, změna skupiny či soutěže
| Československo (1954 – 1993) |                   |           |                 |          |                           |
| Sezóna                       | Název v ročníku   | Úroveň    | Soutěž          | ZČ       | Play-off                  |
| 1954/55                      | Slavia ITVS Praha | 1. úroveň | Mistrovství ČSR | 6. místo |                           |
| 1955/56                      | Slavia ITVS Praha | 1. úroveň | 1. liga         | 5. místo |                           |
| 1956/57                      | Slavia ITVS Praha | 1. úroveň | 1. liga         | 3. místo |                           |
| 1957/58                      | Slavia ITVS Praha | 1. úroveň | 1. liga         | 6. místo |                           |
| 1958/59                      | Slavia ITVS Praha | 1. úroveň | 1. liga         | 7. místo |                           |
| 1959/60                      | Slavia ITVS Praha | 1. úroveň | 1. liga         | 6. místo |                           |
| 1960/61                      | Slavia VŠ Praha   | 1. úroveň | 1. liga         | 4. místo |                           |
| 1961/62                      | Slavia VŠ Praha   | 1. úroveň | 1. liga         | 5. místo |                           |
| 1962/63                      | Slavia VŠ Praha   | 1. úroveň | 1. liga         | 5. místo |                           |
| 1963/64                      | Slavia VŠ Praha   | 1. úroveň | 1. liga         | 4. místo |                           |
| 1964/65                      | Slavia VŠ Praha   | 1. úroveň | 1. liga         | 5. místo |                           |
| 1965/66                      | Slavia VŠ Praha   | 1. úroveň | 1. liga         | 9. místo |                           |
| 1966/67                      | Slavia VŠ Praha   | 1. úroveň | 1. liga         | 6. místo |                           |
| 1967/68                      | Slavia VŠ Praha   | 1. úroveň | 1. liga         | 3. místo |                           |
| 1968/69                      | Slavia VŠ Praha   | 1. úroveň | 1. liga         | 3. místo |                           |
| 1969/70                      | Slavia VŠ Praha   | 1. úroveň | 1. liga         | 1. místo |                           |
| 1970/71                      | Slavia VŠ Praha   | 1. úroveň | 1. liga         | 2. místo |                           |
| 1971/72                      | Slavia VŠ Praha   | 1. úroveň | 1. liga         | 2. místo |                           |
| 1972/73                      | Slavia VŠ Praha   | 1. úroveň | 1. liga         | 1. místo |                           |
| 1973/74                      | Slavia VŠ Praha   | 1. úroveň | 1. liga         | 3. místo |                           |
| 1974/75                      | Slavia VŠ Praha   | 1. úroveň | 1. liga         | 2. místo |                           |
| 1975/76                      | Slavia VŠ Praha   | 1. úroveň | 1. liga         | 5. místo |                           |
| 1976/77                      | Slavia VŠ Praha   | 1. úroveň | 1. liga         | 5. místo |                           |
| 1977/78                      | Slavia VŠ Praha   | 1. úroveň | 1. liga         | 4. místo |                           |
| 1978/79                      | Slavia VŠ Praha   | 1. úroveň | 1. liga         | 3. místo |                           |
| 1979/80                      | Slavia VŠ Praha   | 1. úroveň | 1. liga         | 3. místo |                           |
| 1980/81                      | Slavia VŠ Praha   | 1. úroveň | 1. liga         | 2. místo |                           |
| 1981/82                      | Slavia VŠ Praha   | 1. úroveň | 1. liga         | 1. místo |                           |
| 1982/83                      | Slavia VŠ Praha   | 1. úroveň | 1. liga         | 1. místo |                           |
| 1983/84                      | Slavia VŠ Praha   | 1. úroveň | 1. liga         | 1. místo | Vítěz                     |
| 1984/85                      | Slavia VŠ Praha   | 1. úroveň | 1. liga         | ?. místo | Vítěz                     |
| 1985/86                      | Slavia VŠ Praha   | 1. úroveň | 1. liga         | ?. místo | Finále                    |
| 1986/87                      | Slavia VŠ Praha   | 1. úroveň | 1. liga         | ?. místo | Finále                    |
| 1987/88                      | Slavia VŠ Praha   | 1. úroveň | 1. liga         | ?. místo | Vítěz                     |
| 1988/89                      | Slavia VŠ Praha   | 1. úroveň | 1. liga         | ?. místo | Vítěz                     |
| 1989/90                      | Slavia VŠ Praha   | 1. úroveň | 1. liga         | ?. místo | Finále                    |
| 1990/91                      | Slavia VŠ Praha   | 1. úroveň | 1. liga         | ?. místo | Zápas o 3. místo (prohra) |
| 1991/92                      | USK Praha         | 1. úroveň | 1. liga         | ?. místo | Zápas o 3. místo (prohra) |
| 1992/93                      | USK Praha         | 1. úroveň | 1. liga         | 3. místo |                           |
| Česko (1993 – )              |                   |           |                 |          |                           |
| Sezóna                       | Název v ročníku   | Úroveň    | Soutěž          | ZČ       | Play-off                  |
| 1993                         | USK Praha         | 1. úroveň | 1. liga (ČR)    | 1. místo | Vítěz                     |
| 1993/94                      | USK Praha         | 1. úroveň | 1. liga         | 1. místo | Vítěz                     |
| 1994/95                      | USK Erpet Praha   | 1. úroveň | 1. liga         | 1. místo | Vítěz                     |
| 1995/96                      | USK Erpet Praha   | 1. úroveň | 1. liga         | ?. místo | Finále                    |
| 1996/97                      | USK Erpet Praha   | 1. úroveň | 1. liga         | ?. místo | Finále                    |
| 1997/98                      | USK Erpet Praha   | 1. úroveň | 1. liga         | ?. místo | Zápas o 3. místo (výhra)  |
| 1998/99                      | USK Praha         | 1. úroveň | 1. liga         | 7. místo |                           |
| 1999/00                      | USK Blex Praha    | 1. úroveň | 1. liga         | 3. místo | Zápas o 3. místo (výhra)  |
| 2000/01                      | USK Blex Praha    | 1. úroveň | 1. liga         | 2. místo | Finále                    |
| 2001/02                      | USK Blex Praha    | 1. úroveň | 1. liga         | 2. místo | Finále                    |
| 2002/03                      | USK Blex Praha    | 1. úroveň | 1. liga         | 2. místo | Finále                    |
| 2003/04                      | USK Blex Praha    | 1. úroveň | 1. liga         | 2. místo | Zápas o 3. místo (výhra)  |
| 2004/05                      | USK Blex Praha    | 1. úroveň | 1. liga         | 2. místo | Finále                    |
| 2005/06                      | ZVVZ USK Praha    | 1. úroveň | ŽBL             | 2. místo | Finále                    |
| 2006/07                      | ZVVZ USK Praha    | 1. úroveň | ŽBL             | 2. místo | Finále                    |
| 2007/08                      | ZVVZ USK Praha    | 1. úroveň | ŽBL             | 2. místo | Finále                    |
| 2008/09                      | ZVVZ USK Praha    | 1. úroveň | ŽBL             | 2. místo | Vítěz                     |
| 2009/10                      | ZVVZ USK Praha    | 1. úroveň | ŽBL             | 2. místo | Finále                    |
| 2010/11                      | ZVVZ USK Praha    | 1. úroveň | ŽBL             | 1. místo | Vítěz                     |
| 2011/12                      | ZVVZ USK Praha    | 1. úroveň | ŽBL             | 1. místo | Vítěz                     |
| 2012/13                      | ZVVZ USK Praha    | 1. úroveň | ŽBL             | 1. místo | Vítěz                     |
| 2013/14                      | ZVVZ USK Praha    | 1. úroveň | ŽBL             | 1. místo | Vítěz                     |
| 2014/15                      | ZVVZ USK Praha    | 1. úroveň | ŽBL             | 1. místo | Vítěz                     |
| 2015/16                      | ZVVZ USK Praha    | 1. úroveň | ŽBL             | 1. místo | Vítěz                     |
| 2016/17                      | ZVVZ USK Praha    | 1. úroveň | ŽBL             | 1. místo | Vítěz                     |
| 2017/18                      | ZVVZ USK Praha    | 1. úroveň | ŽBL             | 1. místo | Vítěz                     |
| 2018/19                      | ZVVZ USK Praha    | 1. úroveň | ŽBL             | 1. místo | Vítěz                     |
| 2019/20                      | ZVVZ USK Praha    | 1.úroveň  | ŽBL             | 1. místo | Vítěz                     |
| 2020/21                      | ZVVZ USK Praha    | 1.úroveň  | ŽBL             | 1. místo | Vítěz                     |
| 2021/22                      | ZVVZ USK Praha    | 1. úroveň | ŽBL             | 1. místo | Vítěz                     |
| 2022/23                      | ZVVZ USK Praha    | 1. úroveň | ŽBL             | 1. místo | Vítěz                     |
| 2023/24                      | ZVVZ USK Praha    | 1. úroveň | ŽBL             | 1. místo | Vítěz                     |
| 2024/25                      | ZVVZ USK Praha    | 1. úroveň | ŽBL             | 1. místo | Vítěz                     |

## Účast v mezinárodních pohárech
Zdroj: 
| Výkonnostní úrovně                                                              |
| superpohár – Superpohár v basketbalu žen                                        |
| 1. výkonnostní úroveň – Pohár mistrů evropských zemí, Euroliga v basketbalu žen |
| 2. výkonnostní úroveň – Pohár Ronchettiové, EuroCup v basketbalu žen            |

Legenda: EL - Euroliga v basketbalu žen, PMEZ - Pohár mistrů evropských zemí, EC - EuroCup v basketbalu žen, SP - Superpohár v basketbalu žen, PR - Pohár Ronchettiové
- PMEZ 1970/71 – Základní skupina A (3. místo)
- PR 1971/72 – Základní skupina A (3. místo)
- PR 1972/73 – Finále
- PMEZ 1973/74 – Základní skupina B (4. místo)
- PR 1974/75 – Základní skupina B (3. místo)
- PR 1975/76 – Vítěz
- PR 1976/77 – Semifinále
- PR 1977/78 – 2. předkolo
- PR 1978/79 – Základní skupina C (3. místo)
- PR 1980/81 – Semifinále
- PR 1981/82 – Základní skupina A (2. místo)
- PMEZ 1982/83 – Základní skupina A (3. místo)
- PMEZ 1983/84 – Semifinále
- PMEZ 1984/85 – Čtvrtfinále
- PMEZ 1985/86 – Základní skupina B (4. místo)
- PR 1986/87 – Semifinále
- PR 1987/88 – Semifinále
- PMEZ 1988/89 – Základní skupina (6. místo)
- PR 1988/89 – 2. předkolo
- PMEZ 1989/90 – Základní skupina (6. místo)
- PR 1990/91 – 1. kolo
- PR 1991/92 – 1. kolo
- PR 1992/93 – Předkolo
- PMEZ 1993/94 – 2. předkolo
- PMEZ 1994/95 – Základní skupina B (6. místo)
- PMEZ 1995/96 – 2. předkolo
- PR 1996/97 – Osmifinále
- PR 1997/98 – Šestnáctifinále
- PR 1999/00 – Základní skupina D (3. místo)
- PR 2000/01 – Základní skupina H (3. místo)
- PR 2001/02 – Základní skupina E (3. místo)
- EC 2002/03 – Základní skupina A (3. místo)
- EL 2003/04 – Základní skupina A (7. místo)
- EC 2004/05 – Čtvrtfinále, Střed
- EL 2005/06 – Základní skupina A (6. místo)
- EL 2006/07 – Osmifinále
- EL 2007/08 – Základní skupina B (5. místo)
- EL 2008/09 – Osmifinále
- EL 2009/10 – Osmifinále
- EL 2010/11 – Osmifinále
- EL 2011/12 – Osmifinále
- EL 2012/13 – Osmifinále
- EL 2013/14 – Čtvrtfinálová skupina B (3. místo)
- EL 2014/15 – Vítěz
- SP 2015 – Vítěz
- EL 2015/16 – Zápas o 3. místo (prohra)
- EL 2016/17 – Zápas o 3. místo (prohra)
- EL 2017/18 – Čtvrtfinále
- EL 2018/19 – Zápas o 3. místo (výhra)[17]
- EL 2019/20 – Účast v play-off (nedohráno kvůli pandemii covidu-19)
- EL 2021/22 – Účast ve Final Four (celkové 4. místo)
- EL 2022/23 – Účast ve Final Four (celkové 4. místo)
- EL 2023/24 – Účast ve Final Four (celkové 4. místo)
- EL 2024/25 – Vítěz